# Jozef Marušin
Jozef Marušin (23. listopadu 1933 Spišské Bystré – 12. září 2018 Žilina) byl slovenský fotbalista a trenér. Dlouhá léta žil v Žilině a je pohřben na tamním vojenském hřbitově Bôrik.

## Hráčská kariéra
S fotbalem začínal v rodném Spišském Bystrém. V československé lize hrál za Dynamo Žilina a během základní vojenské služby za Duklu Pardubice, vstřelil osm prvoligových branek. Za Dynamo Žilina odehrál všechna čtyři utkání v Poháru vítězů pohárů v jeho druhém ročníku (1961/62), aniž by skóroval.

### Prvoligová bilance
| Ročník             | Zápasy | Góly | Minuty | Klub            |
| ------------------ | ------ | ---- | ------ | --------------- |
| I. liga 1958/59    | 22     | 3    | 1 893  | Dynamo Žilina   |
| I. liga 1959/60    | 4      | 1    | 360    | Dukla Pardubice |
| I. liga 1961/62    | 26     | 4    | 2 252  | Dynamo Žilina   |
| CELKEM I. ČS. LIGA | 52     | 8    | 4 505  |                 |

## Trenérská kariéra
V československé lize vedl ZVL Žilina jako hlavní trenér v 5 zápasech na podzim 1973 (11.–15 kolo). V ročníku 1985/86 byl u stejného mužstva asistentem Jozefa Jankecha.